# Ribnikar
Ribnikar (slowenisch für Teichmeister bzw. Fischwirtschaftsmeister) ist der Familienname folgender Personen:
- Adolf Ribnikar (1880–1946), jugoslawischer Journalist und Politiker
- Darko Ribnikar (1939–2021), jugoslawischer bzw. serbischer Journalist
- Ivan Ribnikar (* 1936), jugoslawischer Ökonom
- Jara Ribnikar (1912–2007), jugoslawische Schriftstellerin
- Slobodan Ribnikar (1929–2008), jugoslawischer Naturwissenschaftler
- Vladislav F. Ribnikar (1871–1914), jugoslawischer Zeitungsgründer
- Vladislav S. Ribnikar (1900–1955), jugoslawischer Journalist und Politiker
- Vladislava Ribnikar (* 1947), jugoslawische Slawistin